# 剃刀鱼
剃刀鱼（学名：Solenostomus paradoxus）为輻鰭魚綱海龍魚目溝口魚科剃刀鱼属的一种鱼类。

## 分布
本魚分布于西太平洋和印度洋热带珊瑚区，包括紅海、東非、葛摩、馬爾地夫、日本、中國、臺灣、澳洲、印尼、斐濟、新喀里多尼亞、帛琉、密克羅尼西亞等海域。该物种的模式产地在印度尼西亚安汶岛。

## 深度
水深2-12公尺。

## 特徵
本鱼细长如剃头刀，口小，吻突出成扁管狀，鱗片特化成骨板，约12公分。體色隨環境而變化，從黑色至黃色、綠色皆有，尾柄短而尾鰭長。卵生，雌鱼臀鳍变形成育婴袋。

## 生態
本魚棲息在礁沙混合區，外型與游泳方式擬態以斷裂的海草碎片，游泳能力弱，屬肉食性，以小型甲殼類為食。

## 經濟利用
可為觀賞魚。